# Li xiao long
Li xiao long (李小龍), estrenada internacionalment com a Bruce Lee, My Brother i també coneguda al Regne Unit com Young Bruce Lee, és una pel·lícula biogràfica d'arts marcials dramàtica del 2010 dirigida per Raymond Yip, i també escrita, produïda i dirigida per Manfred Wong, narrada i produïda pel germà petit de la vida real de Bruce Lee, Robert Lee. Protagonitzada per Aarif Rahman com a Lee, Tony Leung Ka-fai i Christy Chung com els pares de Lee, la pel·lícula es basa en la vida de Bruce Lee durant la seva adolescència fins a part dels seus anys d'adult.

## Argument
Bruce Lee, My Brother és un biopic dramàtic de la llegenda homònima de les arts marcials explicada pel seu germà petit, Robert Lee. Basada directament en el llibre "Memories of Lee Siu-loong", escrit pels germans de Lee (Phoebe, Robert, Agnes i Peter), gira al voltant de la vida de Bruce Lee com a adolescent rebel a Hong Kong abans de marxar cap als EUA i conquerir el món a la 18 anys amb només 102 dòlars a la butxaca.
De jove, Bruce va créixer en una família acomodada. Va entrar jovenet a la indústria del cinema, i va guanyar fama com a actor infantil. Fora de casa i estudi, era rebel; va passar una estona involucrant-se en baralles de carrer, ballant amb amigues i passant amb els seus amics, Kong i Unicorn, aquest últim un company actor infantil que més tard va aparèixer a Fúria oriental i La fúria del dragó. Com és invencible com a lluitador de carrer, les escapades romàntiques de Bruce no són tan fluides i exitoses. Està molt enamorat de Pearl, només per adonar-se que el seu company Kong comparteix la mateixa passió. En un torneig de Txa-txa-txa, Kong li diu a Bruce les seves intencions de deixar la Pearl perquè el mateix Bruce pugui tenir-la, danyant la seva amistat. Bruce és incapaç d'arribar a un acord amb Kong.
En contra dels desitjos del seu pare, Bruce estudia l'estil d'arts marcials Wing Chun en comptes de Tai-txi-txuan i prova el seu primer triomf públic en un torneig amb les seves habilitats de kung fu contra un boxejador, a qui immediatament. busca una represa. Tornant a provar la victòria, Bruce s'assabenta pel seu oponent que Kong s'ha convertit en un addicte a les drogues i s'infiltra al cau del senyor de la droga juntament amb Unicorn per rescatar Kong, però els narcotraficants s'enfronten a ells. Les seves accions porten a una llarga persecució; encara que Bruce i els seus amics sobreviuen, Kong mor després intentant salvar els seus amics. El mateix Bruce es converteix en l'objectiu tant de la Tríades com de policies corruptes que el volen a la presó. Per salvar-li la vida, el pare de Bruce no té més remei que enviar-lo a San Francisco, Califòrnia.

## Repartiment
- Aarif Rahman com a Bruce Lee
- Tony Leung Ka-fai com a Lee Hoi-chuen
- Christy Chung com a Grace Ho
- Jennifer Tse com a Cho Man-yee (Pearl Tso)
- Michelle Ye com a Lee Hap-ngan (Vuit germana), la tia de Bruce Lee
- Jin Au-yeung com a Unicorn Chan/Sloppy Cat
- Tan Hanjin com Skinny
- Angela Gong Mi com a Leung Man-lan (Margaret Leung)
- Zhang Yishan com a Lau Kin-kong
- Wilfred Lau com a Ngai
- Lee Heung-kam com a àvia de Bruce Lee
- Cheung Tat-ming com a Fung Fung
- Cheung Siu-fai com a Cho Tat-wah
- Johnson Yuen com a Leung Sing-Bor
- Alex Yen com a Charlie Owen
- Dada Lo com a Phoebe Lee
- Leanne Ho com Agnes Lee
- Charles Ying com a Peter Lee
- Dylan Sterling com a Robert Lee
- Wong Chi-Wai com a Ip Man

## Premis
| Celebració                 | Celebració          | Celebració        | Celebració |
| Cerimònia                  | Categoria           | Nominat           | Resultat   |
| -------------------------- | ------------------- | ----------------- | ---------- |
| 30ns Hong Kong Film Awards | Millor Actor        | Tony Leung Ka-fai | Nominat    |
| 30ns Hong Kong Film Awards | Millor actor novell | Hanjin Tang       | Nominat    |